# Chloraea phoenicea
Chloraea phoenicea là một loài thực vật có hoa trong họ Lan. Loài này được Speg. mô tả khoa học đầu tiên năm 1897.